# 神谷佳成
神谷 佳成（かみや よしなり）は、日本のCMディレクター。愛知県名古屋市出身。

## 人物
1987年に慶應義塾大学法学部卒業後、テレビ制作会社のテレコム・ジャパン（現：テレコムスタッフ）に入社。第一企画（現：アサツー ディ・ケイ）を経て、1997年よりフリーのCMディレクターに。「どうする？アイフル」のアイフル、「よーく考えよー」のアフラックなど話題のCMを数多く演出。2003年、2004年、2009年に、カンヌ国際広告祭で受賞。自らナレーションも担当する。

## CM
- セガ セガサターン「せがた三四郎」シリーズ (出演 藤岡弘)
- フジテレビ 「きっかけは、フジテレビ。」
- P&G ボールド (出演 玉山鉄二)
- キリンビバレッジ 午後の紅茶 (出演 松浦亜弥)
- ネスレジャパン ネスカフェサンタマルタX
- カーコンビニ倶楽部 (出演 美川憲一)
- ダイハツ 「ムーヴ」「ロミオとジュリエット」篇
- UFJつばさ証券
- アフラック (出演 矢田亜希子)
- 東京電力  Switch!キャンペーン （出演 鈴木京香）
- 出光 まいどプラス (出演 菅野美穂)
- グリコ ポッキー　「アナタもワタシもポッキン！」 (出演 石原さとみ・仲間由紀恵・柴咲コウ・松浦亜弥）
- 平和 企業 「ライオンとシマウマ」篇 （2004年）
- アイフル くぅ～ちゃんシリーズ
- サッポロビール スリムス「軽くヤバイ」シリーズ (2005年 出演 工藤静香・観月ありさ)
- キリンビバレッジ NUDA (2006年 出演 岡村隆史・梨花)
- クラシエホームプロダクツ ナイーブボディソープ 「はっぴょう会」篇 （2006年）
- グリコ ポッキー極細「はじける極細」篇 (2007年 出演 新垣結衣)
- ドミノ・ピザ　ドミノ・ピザ '07 （2007年 出演 劇団ひとり）
- 東洋水産　麺づくり '07 （2007年 出演 中川翔子）
- グリコ乳業　とろ～りクリームonカフェゼリー 「恋愛部合宿」篇 （2008年 出演 安めぐみ）
- エスエス製薬 エスタックイブ
- キヤノン 「IVIS」「運動会」篇 (2012年 出演 芦田愛菜)
- コカ・コーラ「ジョージア (2014年 出演 山田孝之)[2]
- NTTドコモ
  - ドコモ動画「アマルフィビギンズ・エントランス」、「システム+ホテル」篇
  - 料金シリーズ  (2015年 出演 堤真一・綾野剛・高畑充希)[3]
  - dカード・dポイント「HAVE A NICE d!」 (2015年 出演 中条あやみ)[4]
- リフォームステーション「重要な柱(2017年）」・「地下室(2018年）」篇、 出演 トクナガクニハル・赤間麻里子・花坂椎南[5]
- ネットランド　「キャンプ」篇 (2019年 出演 柾賢志・嶺岸煌桜)
- ベルフェイス「ヒラメ筋」篇（2019年 出演 照英）
- ディップ バイトル 「宅配便」篇・「警備員」篇・「カラオケボックス」篇・「パート」篇・「たこやき 見学」篇・「ファミレス 体験」篇・「髪型自由」篇・「テレビショッピング」篇・「置き手紙」篇・「バイトルクイズショー」篇 (2019年 - 2020年 出演 乃木坂46)

ほか

## 受賞歴
- 2003年 カンヌ国際広告祭銅賞　UFJつばさ証券「テニス」篇
- 2004年 カンヌ国際広告祭銀賞　UFJつばさ証券「忍者」篇
- 2009年 カンヌ国際広告祭銅賞　エステＷＡＭ「ボーリング」篇
- メディア広告賞2004 UFJつばさ証券「忍者」篇

その他